# Liste de drapeaux représentant la Croix du Sud

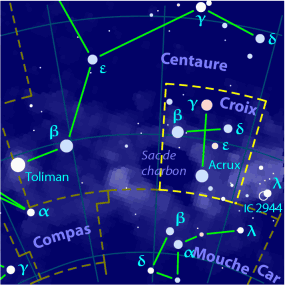
Carte d'une portion de la sphère céleste représentant la Croix du Sud.

Cet article décrit une liste de drapeaux représentant la Croix du Sud sur leur dessin.

## Drapeaux nationaux

Australie
Brésil
Nouvelle-Zélande
Papouasie-Nouvelle- Guinée
Samoa (1948-1949)
Samoa

## Australie

### National

Drapeau pour la monarchie australienne (1962–2022)
Ancien drapeau colonial
Fédération d'Australie
Drapeau de l'Australie de 1901 à 1903
Drapeau de l'Australie de 1903 à 1908
Red Ensign
Red Ensign de 1901 à 1903
Red Ensign de 1903 à 1908
Red Ensign du Commonwealth Lighthouse Service
Drapeau des Men From Snowy River utilisé durant la Première Guerre mondiale lors des snowy marches
Royal Australian Air Force Ensign
Royal Australian Air Force Ensign de 1948 à 1982
Civil Air Ensign
Civil Air Ensign de 195 à 1948
White Ensign australien
Douanes australiennes entre 1988 et 2015
Australian Border Force
Eureka Flag
Drapeau contre la déportation pénale
Red Ensign victorien
Drapeau honorifique

### Australie-Méridionale

Drapeau de l'Australie-Méridionale de 1870 à 1876
Red Ensign de l'Australie-Méridionale de 1870 à 1876
Drapeau du Gouverneur d'Australie-Méridionale de 1870 à 1876

### Australie-Occidentale

Proposition de Drapeau de l'Australie-Occidentale

### Nouvelle-Galles du Sud

#### État

Drapeau de la Nouvelle-Galles du Sud de 1870 à 1876
Drapeau de la Nouvelle-Galles du Sud

#### Gouverneur

Drapeau du Gouverneur de Nouvelle-Galles du Sud de 1870 à 1876
Drapeau du Gouverneur de Nouvelle-Galles du Sud de 1876 à 1981
Drapeau du Gouverneur de Nouvelle-Galles du Sud

#### Autre

Drapeau des Sydney Ferries

### Tasmanie

Drapeau de Tasmanie de 1875

### Territoire de la capitale australienne

Drapeau du Territoire de la capitale australienne
Proposition de Drapeau du Territoire de la capitale australienne

### Territoire du Nord

Drapeau du Territoire du Nord

### Victoria

#### État

Drapeau du Victoria de 1870 à 1877
Drapeau du Victoria en 1877
Drapeau du Victoria de 1877 à 1901
Drapeau du Victoria de 1901 à 1952
Drapeau du Victoria

#### Gouverneur

Drapeau du Gouverneur du Victoria de 1870 à 1877
Drapeau du Gouverneur du Victoria de 1877 à 1901
Drapeau du Gouverneur du Victoria de 1903 à 1952
Drapeau du Gouverneur du Victoria de 1952 à 1984
Drapeau du Gouverneur du Victoria

### Peuples

South Sea Islanders (en)
Drapeau des Adnyamathanha
Drapeau des Anangu
Drapeau des Australiens originaires de Cornouailles. Cornish Australians (en)
Drapeau des Australiens originaires d'Angleterre. English Australians (en)
Drapeau des Australiens originaires d'Irlande. Irlando-Australiens
Drapeau des Australiens originaires du Pays de Galles. Welsh Australians (en)
Drapeau des Australiens originaires d'Écosse. Scotto-Australiens
Drapeau des Australiens originaires de l'île de Man.
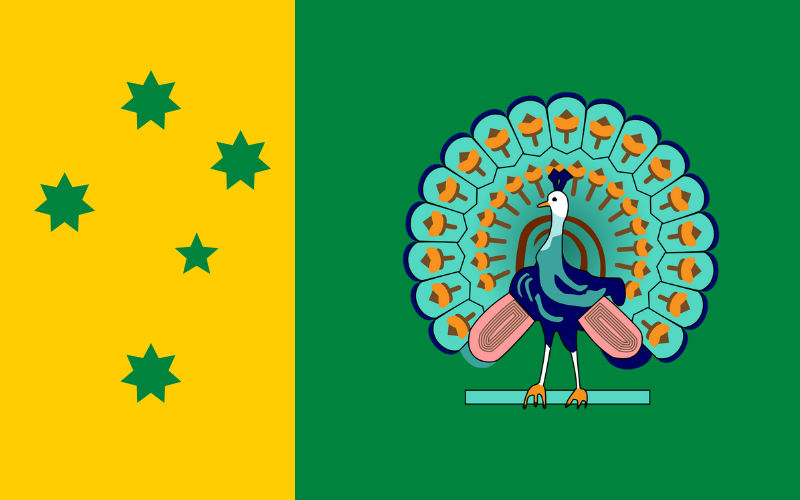
Drapeau des Australiens originaires du Myanmar. Burmese Australians (en)

### Autres

Île Christmas
Îles Cocos
Proposition de drapeau pour le Queensland du Nord
Drapeau non officiel du Territoire antarctique australien
Upper Murray
Lower Murray
Murray combiné

## Nouvelle-Zélande

Drapeau de Niue
Red Ensign de la Nouvelle-Zélande
Marine de Nouvelle-Zélande
Aviation civile de Nouvelle-Zélande
Ancien drapeau du gouverneur de Nouvelle-Zélande (1869-1874)
Drapeau de Tokelau
Drapeau non-officiel de la Dépendance de Ross
Proposition de drapeau pour l'île du Sud

## Papouasie-Nouvelle-Guinée

Drapeau de la Papouasie-Nouvelle-Guinée de 1970 à 1971
Drapeau de la province de Simbu
Drapeau de la province de Nouvelle-Bretagne orientale
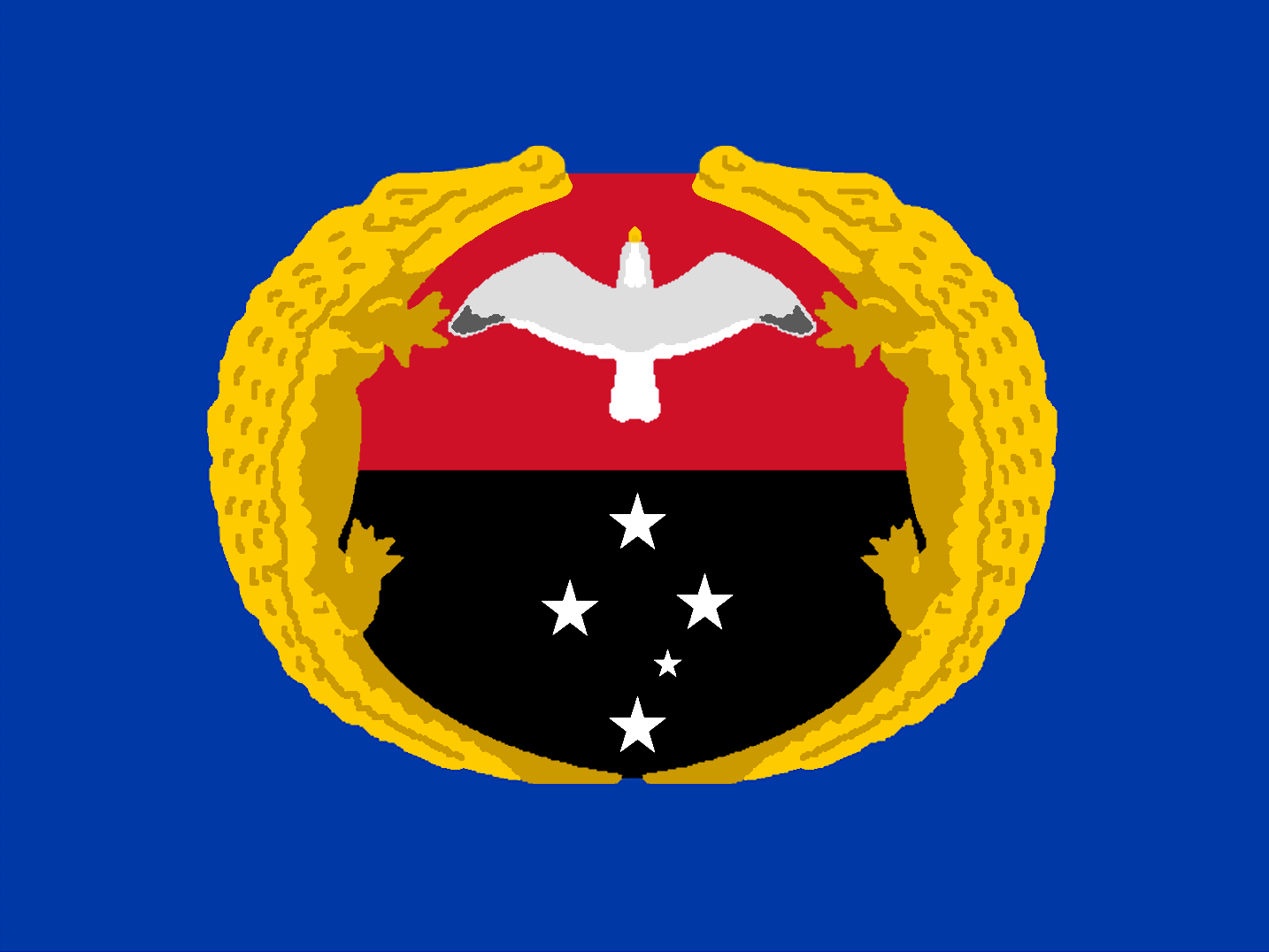
Drapeau de la province de Golfe
Drapeau de la province de Nouvelle-Irlande
Drapeau de la province de Nouvelle-Bretagne occidentale
Drapeau de la Province de l'Ouest

## Amérique du Sud

Drapeau du Mercosur

### Argentine

Drapeau de la Province de Santa Cruz
Drapeau de la Province de Terre de Feu
Drapeau du Partido de Coronel Dorrego
Drapeau d'El Chaltén
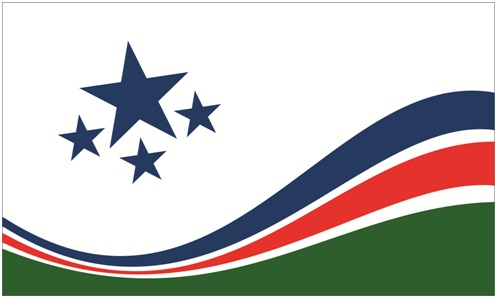
Drapeau de Monte Oscuridad
Drapeau des indépendantistes de la Patagonie

Drapeau du peuple Mocoví
Drapeau des Tehuelches

### Brésil

Drapeau du Goiás
Drapeau du Paraná

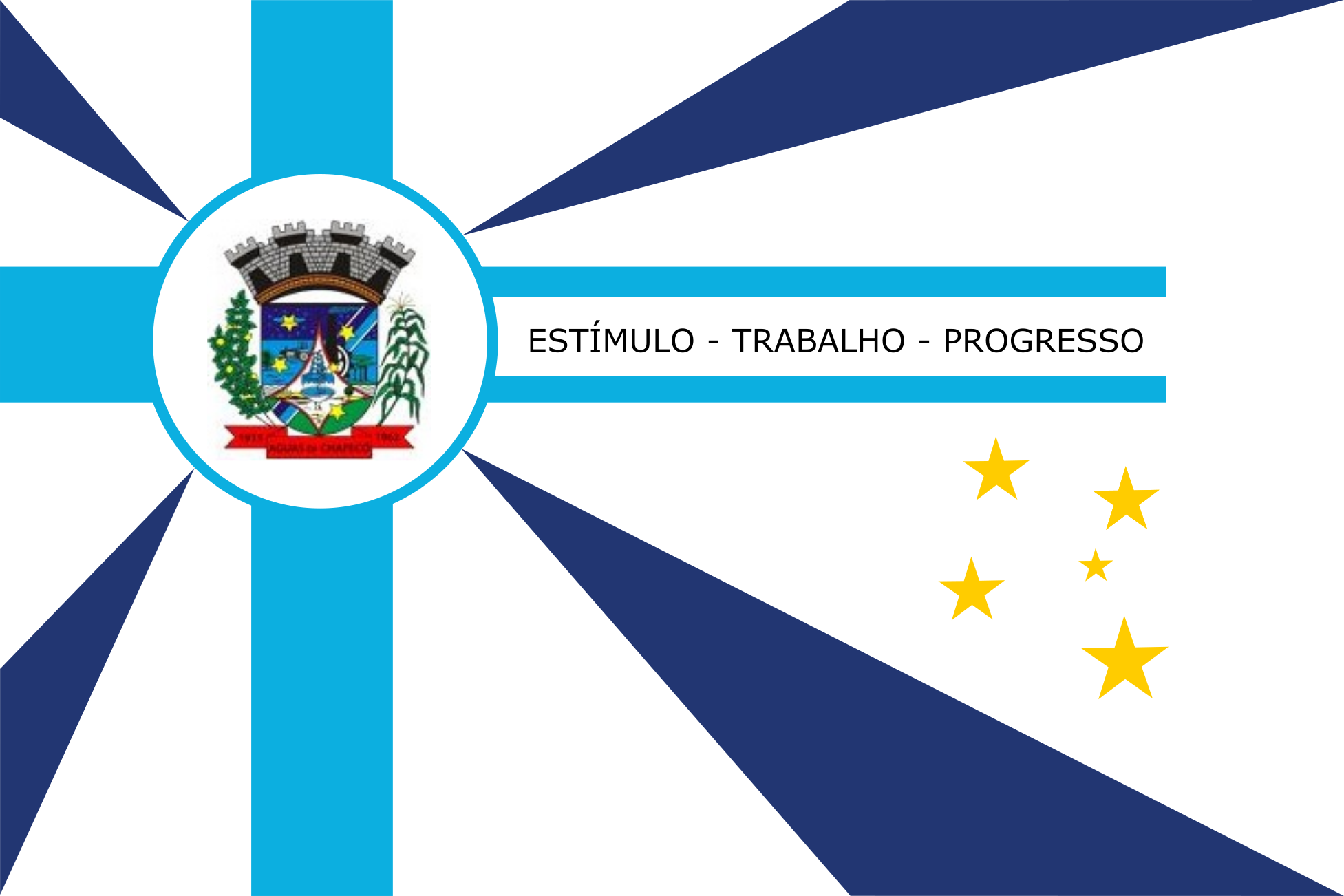
Drapeau d'Águas de Chapecó
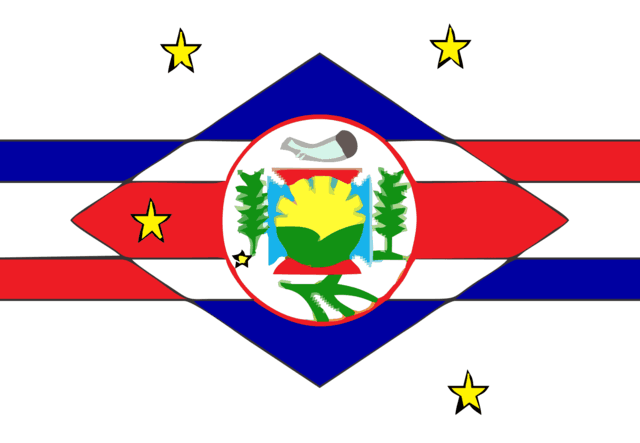
Drapeau d'Aracitaba
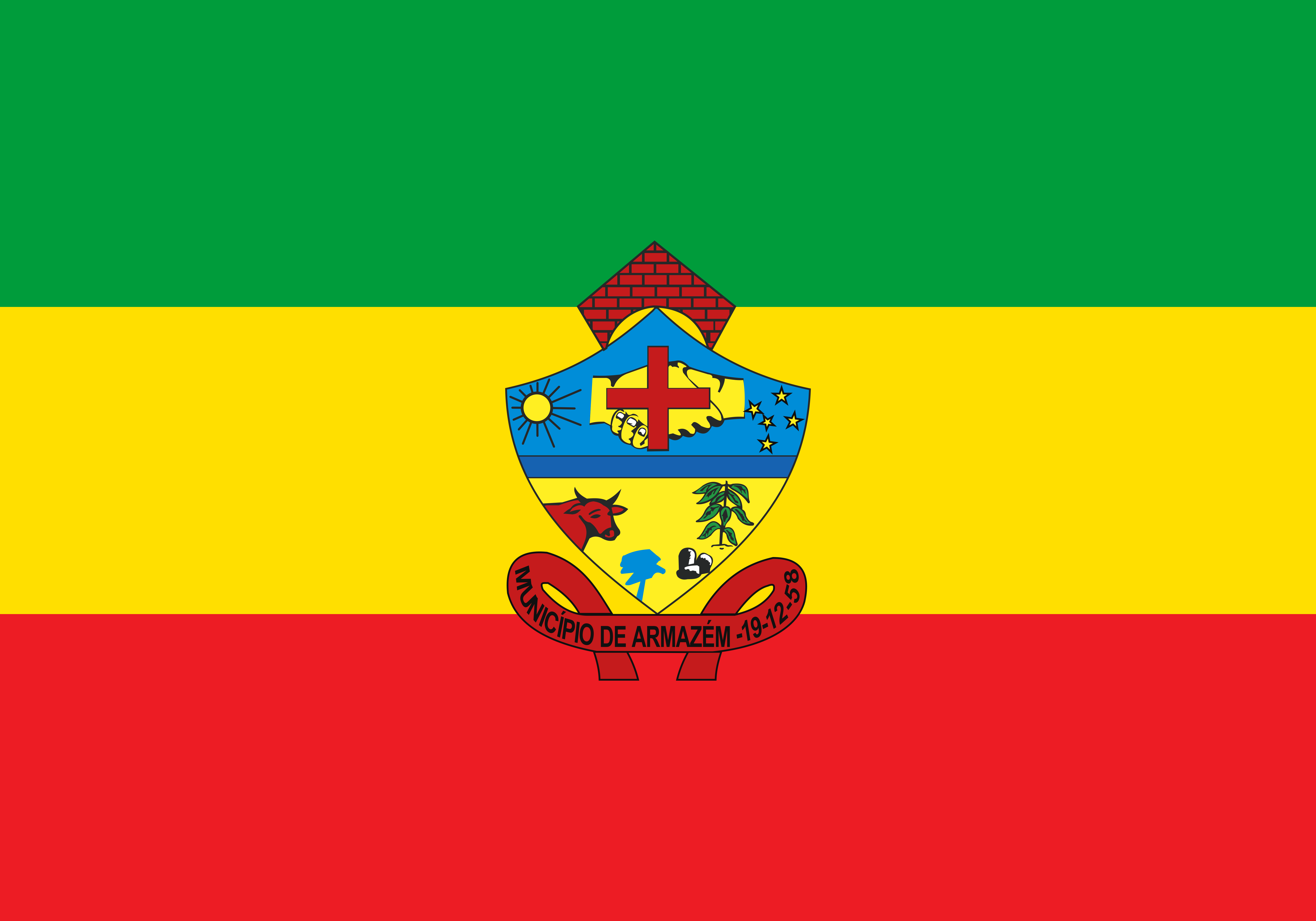
Drapeau d'Armazém
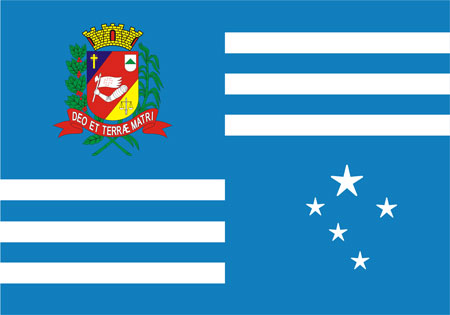
Drapeau d'Assis
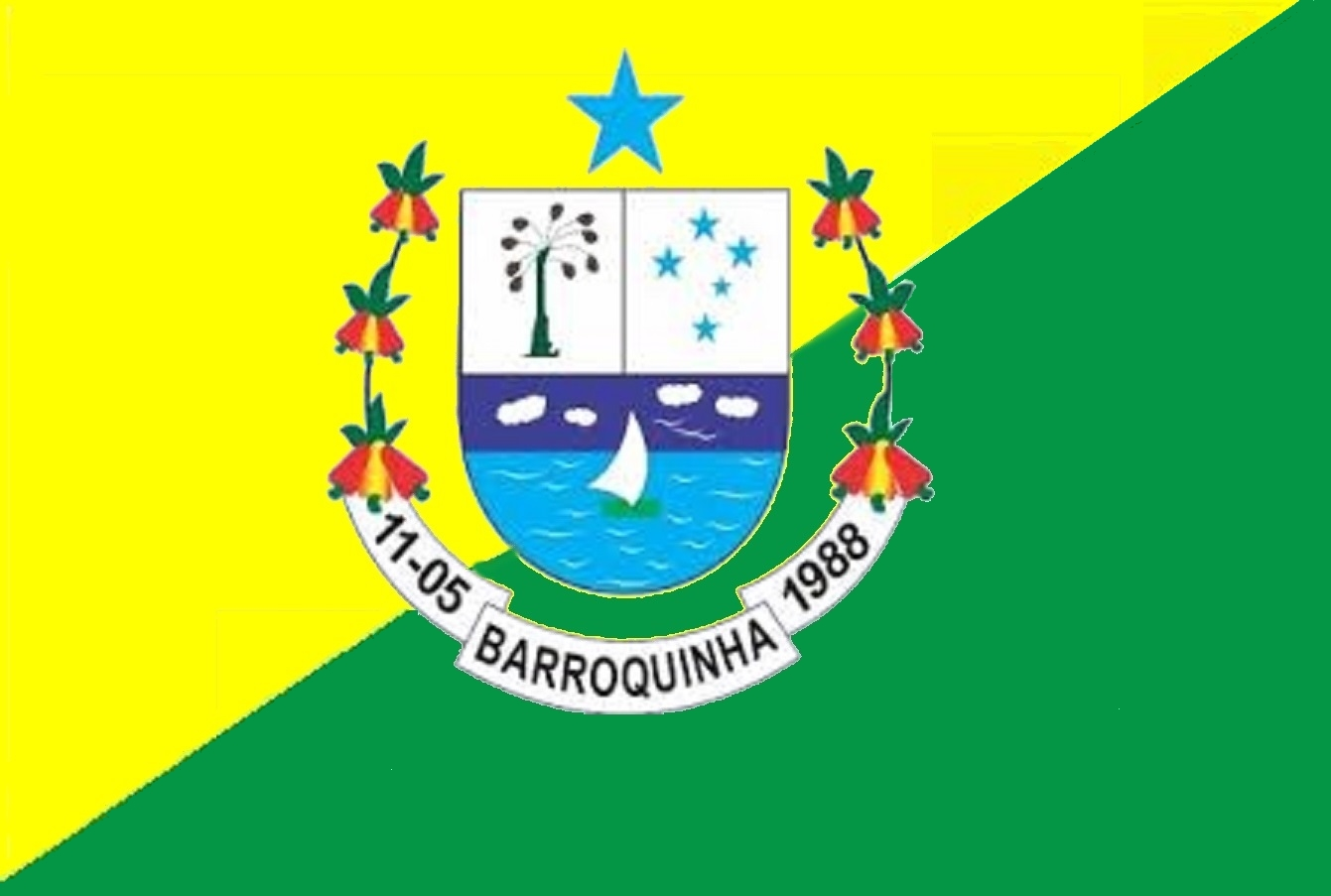
Drapeau de Barroquinha
Drapeau de Bom Sucesso do Sul
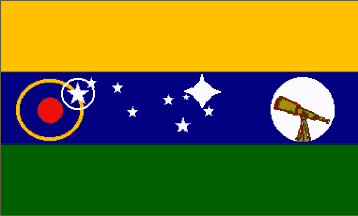
Drapeau de Brazópolis
Drapeau de Cachoeiro de Itapemirim
Drapeau de Campinas do Sul
Drapeau de Ceilândia
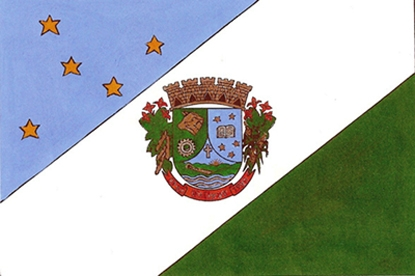
Drapeau de Colinas
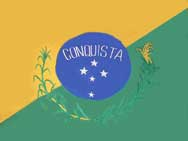
Drapeau de Conquista
Drapeau de Cruzeiro do Sul
Drapeau de Diamantino
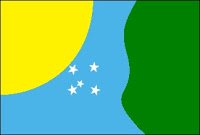
Drapeau d’Edealina
Drapeau d’Extrema
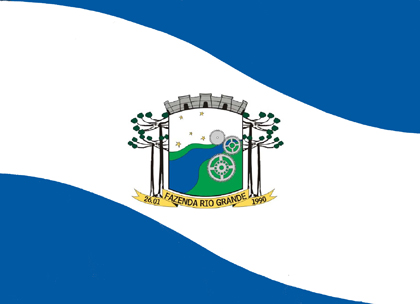
Drapeau de Fazenda Rio Grande
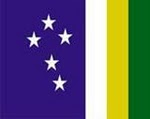
Drapeau de Flores
Drapeau de Goioerê
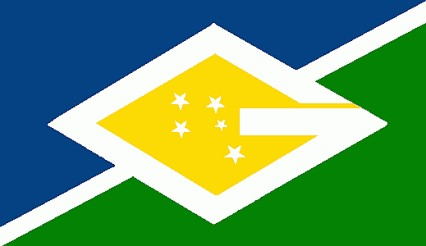
Drapeau de Guaiúba
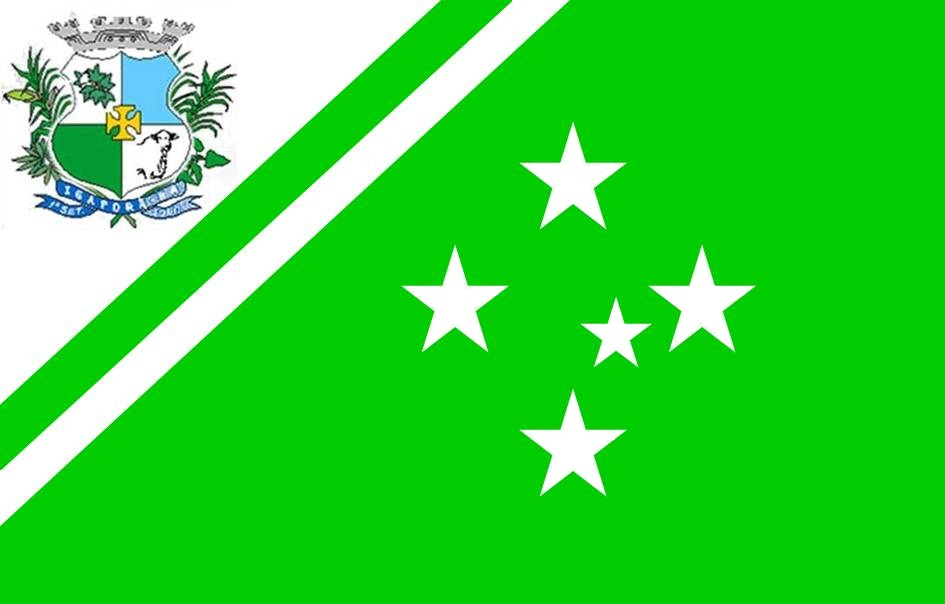
Drapeau d'Igaporã
Drapeau d'Ilha Comprida
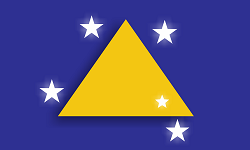
Drapeau d’Itamarandiba
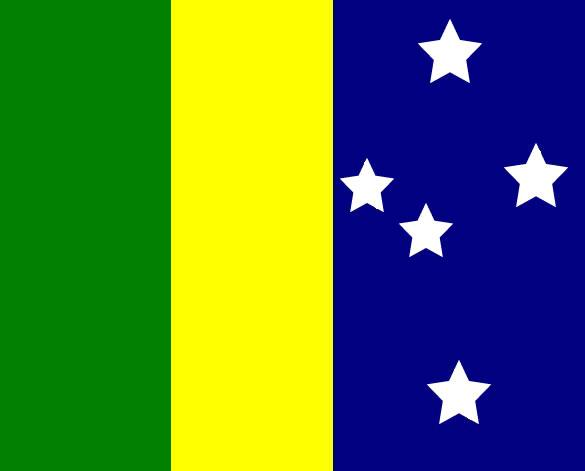
Drapeau d’Itapaci
Drapeau d’Itauçu
Drapeau d’Itaúna do Sul
Drapeau de Jacobina
Drapeau de Jaguaripe
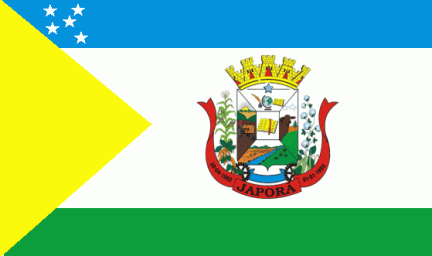
Drapeau de Japorã
Drapeau de Joinville
Drapeau de Londrina
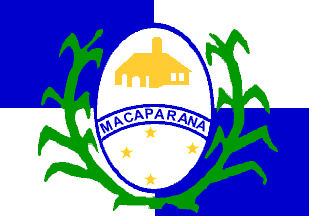
Drapeau de Macaparana
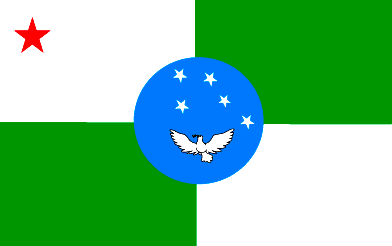
Drapeau de Marechal Thaumaturgo
Drapeau de Maringá
Drapeau de Mairiporã
Drapeau de Monte Santo
Drapeau de Palmeira
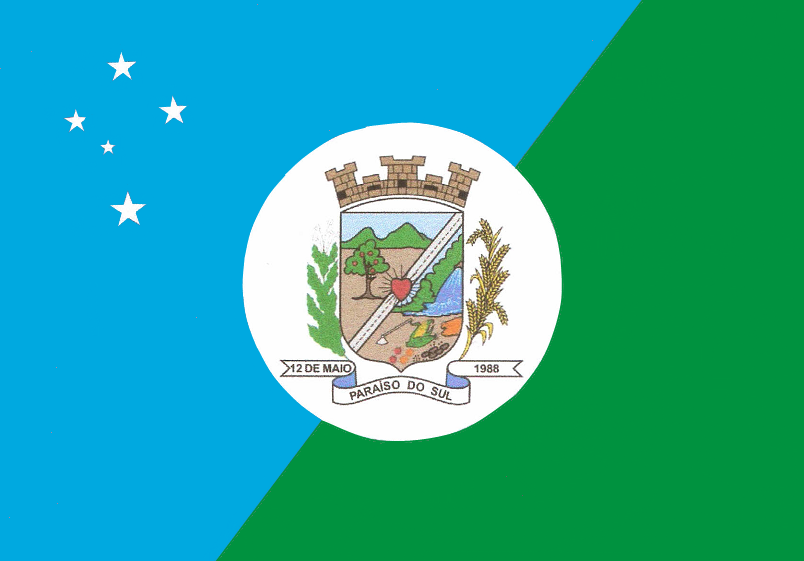
Drapeau de Paraíso do Sul
Drapeau de Peruíbe
Drapeau de Pindamonhangaba
Drapeau de Quaraí
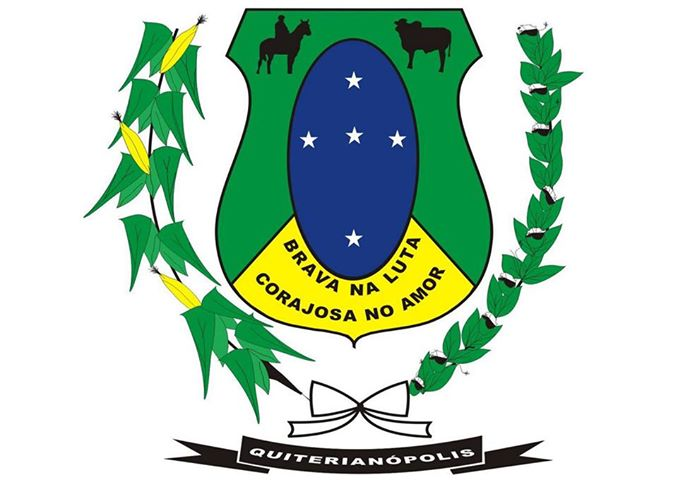
Drapeau de Quiterianópolis
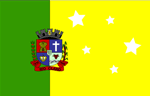
Drapeau de Rio Claro
Drapeau de Tefé

### Chili

Drapeau de la Région de Coquimbo
Drapeau de la Région des Lacs
Drapeau de la Région de Magallanes et de l'Antarctique chilien
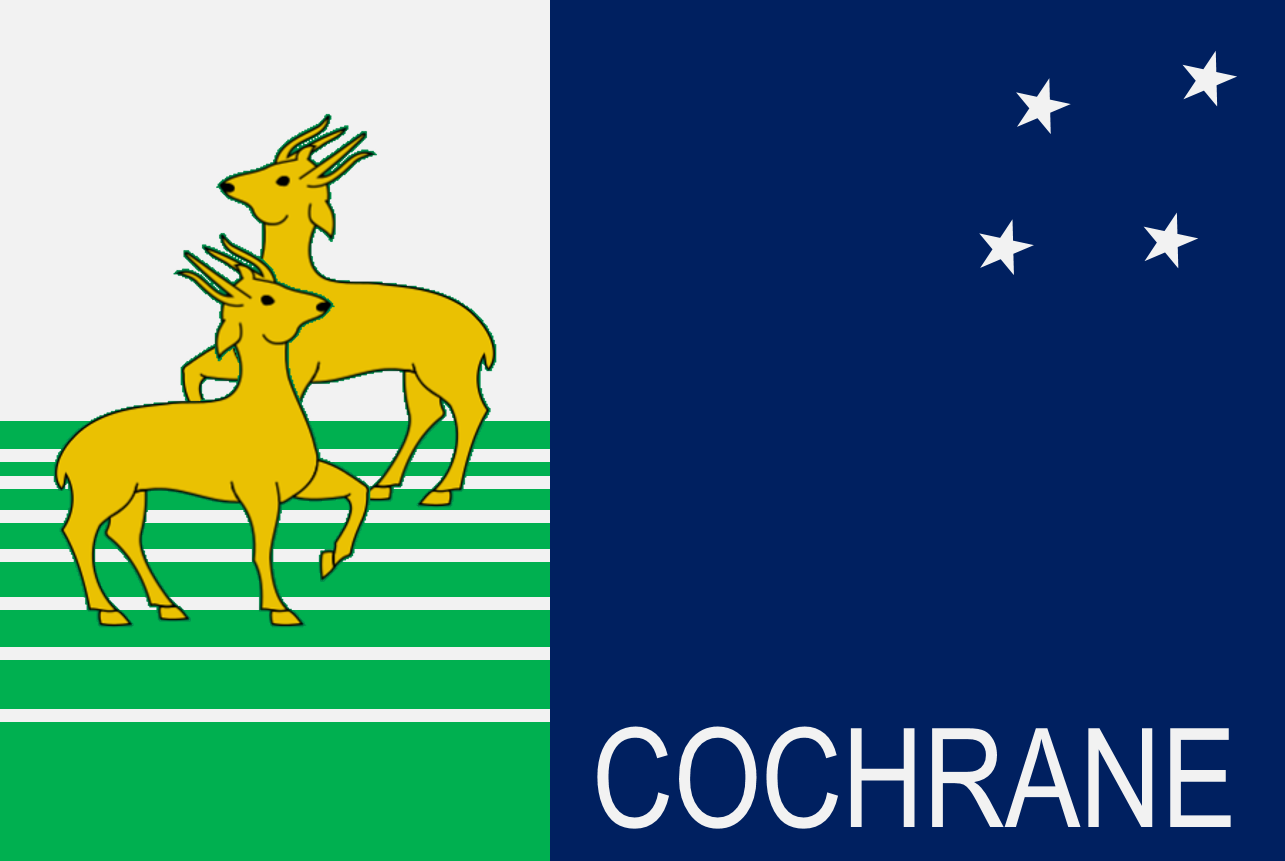
Drapeau de Cochrane
Drapeau de Concón
Drapeau du peuple Selknam
Drapeau du peuple Puelche

### Pérou

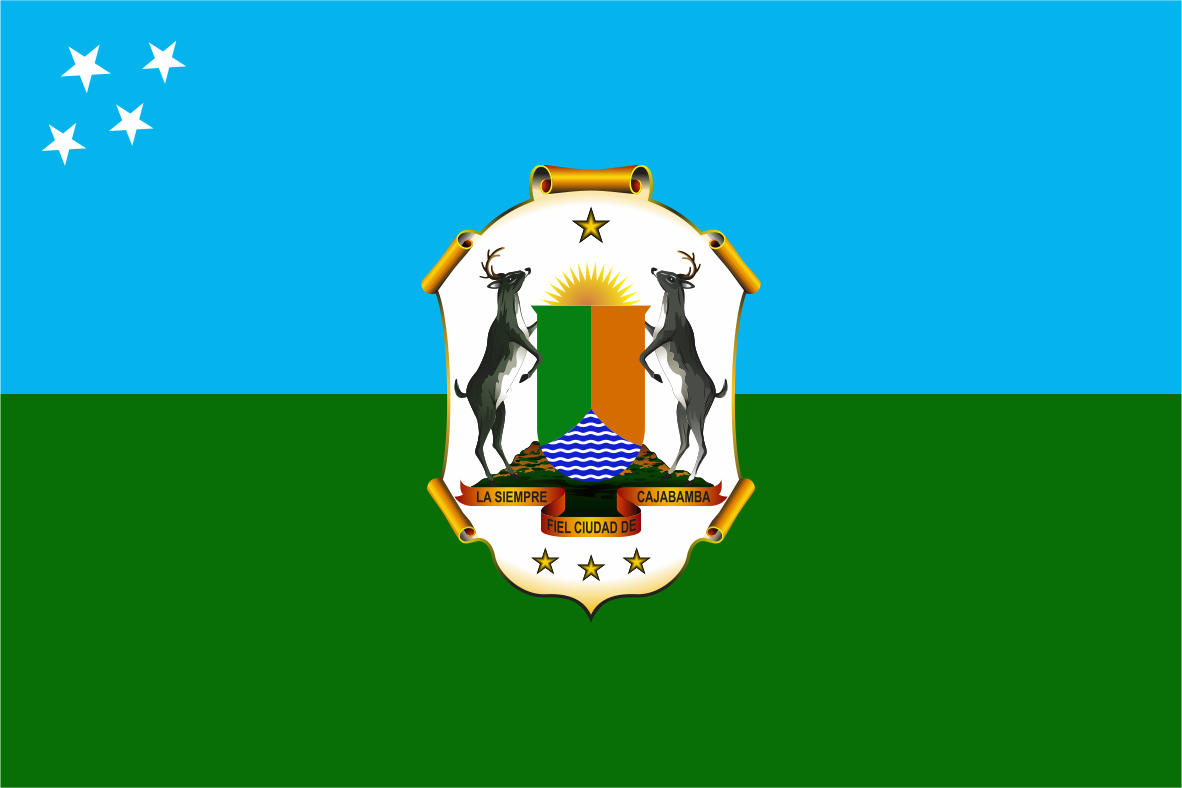
Drapeau de la Province de Cajabamba

### Uruguay

Drapeau du département de Colonia

## Autre

Drapeau de Sonsorol, Palaos
Drapeau de la province de Taféa, Vanuatu
Drapeau de la République de Conch, USA
Drapeau de la Compagnie de l'Afrique orientale allemande
Drapeau de Kosrae